# Naomi Shemer

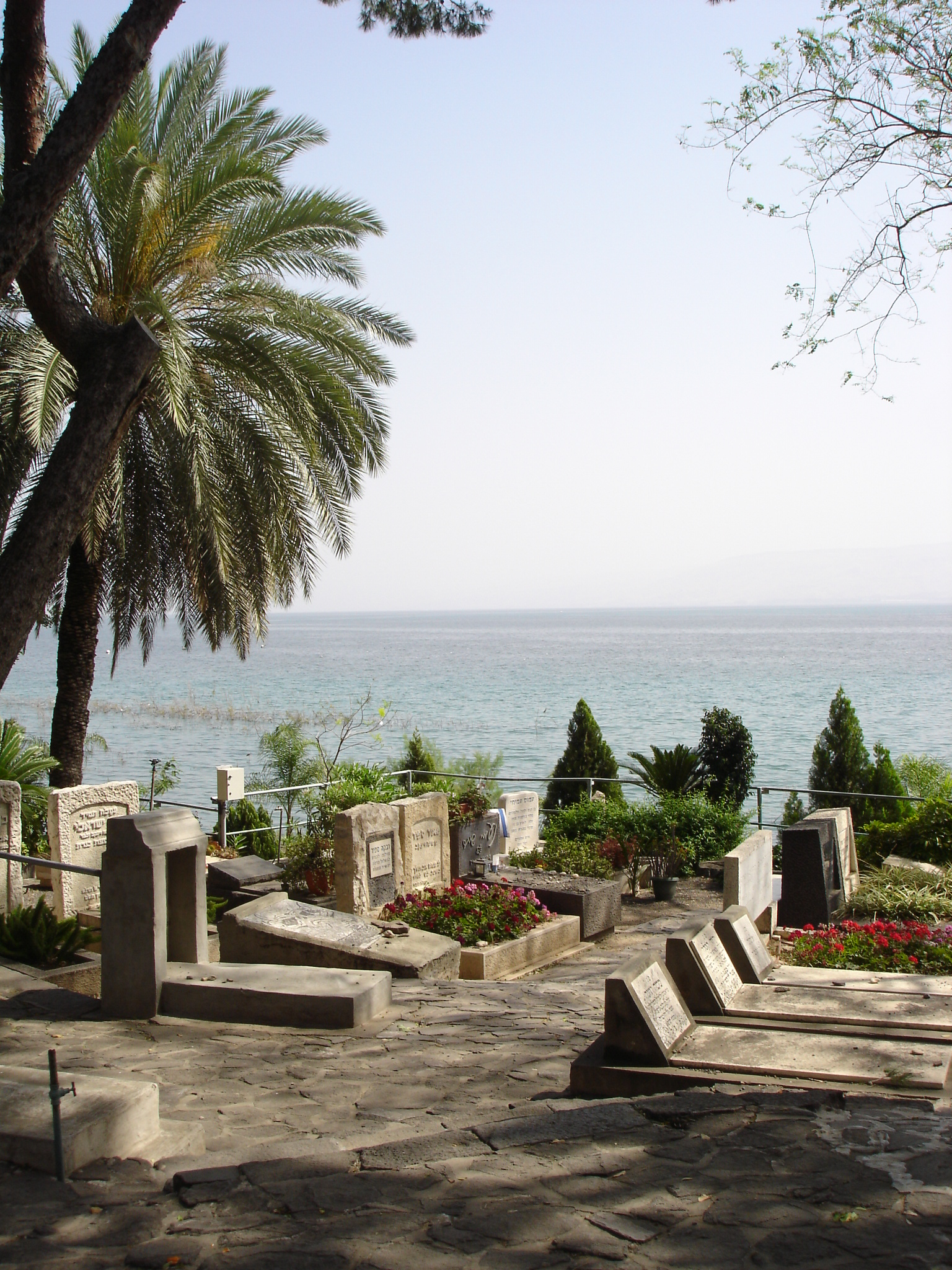
Tumba de Naomi Shemer, grande poetisa e cantora hebraica, tendo ao fundo o Lago Kinneret

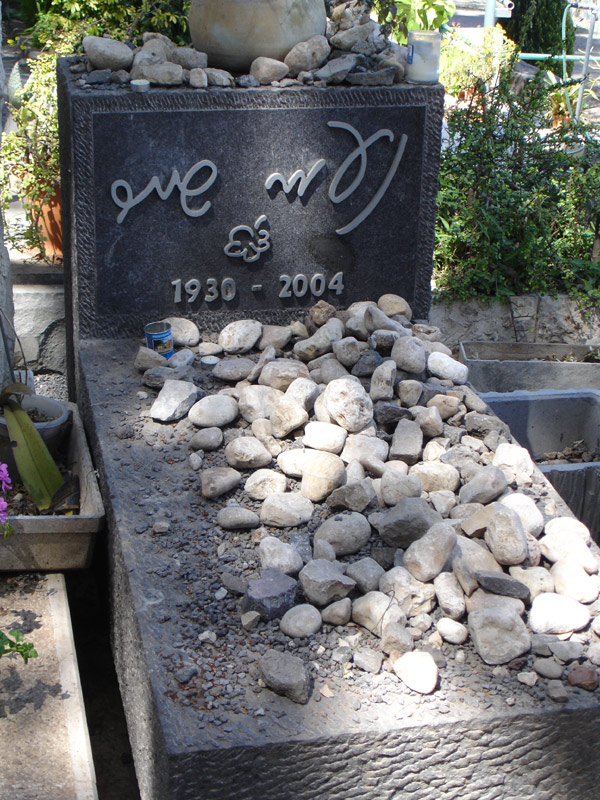
Aqui, a tumba vista de perto. O túmulo de Naomi Shemer é visitado frequentemente, como atestam as pedrinhas deixadas sobre a lápide - de acordo com a tradição judaica, deixar uma pedra sobre uma lápide num cemitério é uma demonstração de carinho: atesta-se que aquele que jaz no local não será esquecido

Naomi Shemer (em hebraico נעמי שמר‎), (13 de julho de 1930, Kvutzat Kinneret - 26 de junho de 2004, Tel Aviv), foi uma cantora israelita.

## Biografia
Naomi Sapir (נעמי ספיר) nasceu de Rivka e Meir Sapir (Sapirov) em Kvutzat Kinneret, um kibutz israelense que seus pais ajudaram a fundar, às margens do Mar da Galileia. Na década de 1950, ela serviu na trupe de entretenimento Nahal da Força de Defesa Israelense, e estudou música na Academia Rubin em Jerusalém, e em Tel Aviv com Paul Ben-Haim, Abel Ehrlich, Ilona Vincze-Kraus e Josef Tal.
Incentivada pela mãe, Naomi começou a tocar piano aos seis anos de idade. Em 1935, aos cinco anos de idade, Naomi e sua mãe viajaram para uma visita familiar a Vilna, onde ela conheceu sua tia Berta, única irmã de seu pai, e sua família. Sua tia e sua família morreram no Holocausto.
Depois de concluir seus estudos do ensino médio, ela adiou seu serviço militar, apesar da oposição de alguns membros do grupo, e embarcou nos estudos de música. Inicialmente no Conservatório Israelita de Tel Aviv e mais tarde na Academia de Música e Dança de Jerusalém. Entre seus professores estavam Paul Ben-Haim, Frank Pelleg, Abel Ehrlich, Ilona Vinze-Kraus e Josef Tal. Quando retornou ao grupo após seus estudos na academia, ela ensinou às crianças kibutz habilidades rítmicas, dando origem às suas primeiras canções, como "The Mail Arrived Today" e "Our Little Brother" (Yaffa Yarkoni as gravou anos depois em seu álbum "Songs from the Sea of Galilee" sobre seu irmão Yankale).
Em 1951, após um adiamento de cerca de 4 anos, ela se alistou nas IDF e serviu na Brigada Nahal como pianista. Em 1953, ela conheceu o ator Gideon Shemer enquanto ambos serviam juntos em um evento para o Movimento Kibutz em Netzer Sereni. Em 1954, casaram-se e tiveram uma filha.
Naomi Shemer faleceu no dia 26 de junho de 2004, em Tel Aviv, Israel, com a idade de 73 anos.

## Obras
- All My Songs (Almost), 1967, publicado por Yedioth Ahronoth

| "Tomorrow"            | "On The Jordan"        | "The White Town"     |
| "A Chariot of Fire"   | "Lights Out"           | "Black Coffee"       |
| "My Soldier is Back"  | "Fields at Sunset"     | "Green Meadows"      |
| "Four Brothers"       | "Soldiers En Route"    | "A Song For Gideon"  |
| "The Long Hike"       | "The Builders' Love"   | "Yesternight"        |
| "Look For Me"         | "Men At Work!"         | "The Two of Us"      |
| "We Are Starving!"    | "In Such a Night"      | "A Lament"           |
| "An Umbrella For Two" | "The Clown"            | "Just For You"       |
| "My Dream House"      | "Ophelia"              | "Night on the Shore" |
| "Anniversary Song"    | "The Spy-Girl"         | "Answers"            |
| "My Flute"            | "A Serenade"           | "A City in Grey"     |
| "Twelve Months"       | "Flowers, Herbs, Etc." | "Jerusalem of Gold"  |
| "A Short Walk"        | "The Market Song"      | "On Silver Wings"    |
| "My Fathers Song"     | "Night on the Park"    | "Lullaby for Colors" |

- The Second Book, copyright 1975, publicado por Lulav

| Land of Lahadam          | Funny Faces                | For Children             |
| ------------------------ | -------------------------- | ------------------------ |
| "Land of Lahadam"        | "Beautiful People"         | "Rosh-Hashana"           |
| "Nachal in Sinai"        | "Sixteen"                  | "Shlomit"                |
| "Maoz Tsur"              | "Mr. Narcissus"            | "Aleph-Beit"             |
| "The Sacrifice of Isaac" | "The Witches"              | "When Adar Comes"        |
| "Giora"                  | "A Special Lullaby"        | "Let's Say"              |
| "All We Pray For"        | "Shem, Cham, & Yefet"      | "I Have a Friend"        |
| "A Song is Born"         | "The Shark"                | "On the Move"            |
| "Things we Have"         | "Paranoid"                 | "Summer Holiday"         |
| "Bethlehem"              | "Two Street-Photographers" | "Tall Stories"           |
| "Why Did Michal Laugh"   |                            | "How to Break a Chamsin" |
| "Ruchama"                |                            |                          |
| "Yesh Li Chag"           |                            |                          |
| "It's Late"              |                            |                          |
| "Shalom Kitah Aleph"     |                            |                          |
| "To Sing Like a Jordan"  |                            |                          |

- Number Three (Sefer Gimel), copyright 1982, publicado por Lulav

| Canções                              | Poemas                  | Imported Wine                  | Children Everywhere   | Columns from Davar  |
| ------------------------------------ | ----------------------- | ------------------------------ | --------------------- | ------------------- |
| "Al Kol Eleh"                        | "Omrim Yeshna Eretz"    | "Oifen Veg Stait a Bhoim"      | "Children Everywhere" | "Shalom, Ida Nudel" |
| "Good People"                        | "Hoi Artzi Moladti"     | "Si Tous les Oiseaux"          | "Grapefruit"          | "Pardes-Hanna"      |
| "Shirat Ha'Asavim"                   | "Come & Sing"           | "Le Testament"                 | "Autumn"              | "It's Raining"      |
| "Cheveley Mashiach"                  | "Kinneret"              | "La Non-Demande en Mariage"    | "Our Benjamin"        | "Yehuda"            |
| "Tapuach Bi'Dvash"                   | "Begani"                | "Il n'y a pas d'Amour Heureux" | "The Piano"           | "Vintage Days"      |
| "New Babylon"                        | "Zemer"                 | "Un Amour de Vingt Ans"        |                       |                     |
| "Yif'at"                             | "Metai"                 | "Les Souliers"                 |                       |                     |
| "Tammuz"                             | "Rachel"                | "O Imitoos"                    |                       |                     |
| "Spring Parade"                      | "Ki Sa'art Alai"        | "Sur le Chemin du Retour"      |                       |                     |
| "The Eighth Day"                     | "The Third Mother"      | "Barbara"                      |                       |                     |
| "Summer"                             | "Your Lily-White Feet"  | "Dedication"                   |                       |                     |
| "Noa"                                | "A Lament"              |                                |                       |                     |
| "Zamar Noded"                        | "My Sudden Death"       |                                |                       |                     |
| "Landmarks"                          | "Let's go to the Field" |                                |                       |                     |
| "My Town in the Snow"                |                         |                                |                       |                     |
| "Lots of Love" - Ain Mashehu cmo zeh |                         |                                |                       |                     |
| "The Party is Over"                  |                         |                                |                       |                     |
| "Ein Davar"                          |                         |                                |                       |                     |
| "El Borot Ha'Mayim"                  |                         |                                |                       |                     |

- Book Four (Sefer Arbah), copyright 1995, publicado por Shva Publishers

| Sem categoria          | 6 Canções para Yehoram Gaon | 11 Pertences pessoais para Moshe Beker | 5 músicas para Rivka Michaeli | Versões Hebraicas  | 6 Canções Infantis | Letras da música de Mattai Caspi |
| ---------------------- | --------------------------- | -------------------------------------- | ----------------------------- | ------------------ | ------------------ | -------------------------------- |
| "Light"                | "Kemo Katsav"               | "Personal Belongings"                  | "Street Musicians"            | "Musica"           | "Chanuka"          | "Shulamit"                       |
| "The Guest"            | "You Can't Beat Me"         | "Swan Girl"                            | "Global Patrol"               | "Willow Songs"     | "Tu Bishvat"       | "Simchati"                       |
| "We Aren't There Yet"  | "You're the Best"           | "Old Flame"                            | "Not Bialik"                  | "Ne Me Quitte Pas" | "Pesach"           | "Farewll"                        |
| "Ir Va'Em"             | "Good Morning"              | "Flower"                               | "Never a Dull Moment"         |                    | "One Little Kid"   |                                  |
| "My Mother's Portrait" | "Libavtini"                 | "Prelude"                              | "Upside Down"                 |                    |                    |                                  |
| "Noga"                 | "Black Princess"            | "Sister"                               |                               |                    |                    |                                  |
| "The Bread of Love"    |                             | "Roof"                                 |                               |                    |                    |                                  |
| "After the Harvest"    |                             | "Gai"                                  |                               |                    |                    |                                  |
| "Summer White"         |                             | "Strawberry"                           |                               |                    |                    |                                  |
| "The Flour Jar"        |                             | "Time"                                 |                               |                    |                    |                                  |
| "Pardes-Chana II"      |                             | "September First"                      |                               |                    |                    |                                  |
| "I'm a Guitar"         |                             |                                        |                               |                    |                    |                                  |
| "To Light a Candle"    |                             |                                        |                               |                    |                    |                                  |
| "Your Sons From Afar"  |                             |                                        |                               |                    |                    |                                  |
| "Hal'ah"               |                             |                                        |                               |                    |                    |                                  |
| "Safed"                |                             |                                        |                               |                    |                    |                                  |
| "On the Boardwalk"     |                             |                                        |                               |                    |                    |                                  |
| "Shana Tova"           |                             |                                        |                               |                    |                    |                                  |
| "It's All Open"        |                             |                                        |                               |                    |                    |                                  |
| "Cafe Tiferet"         |                             |                                        |                               |                    |                    |                                  |
| "My Young Disaster"    |                             |                                        |                               |                    |                    |                                  |
| "Dancing"              |                             |                                        |                               |                    |                    |                                  |